# Mycosphaerella endophytica
Mycosphaerella endophytica är en svampart som beskrevs av Crous & H. Sm. ter 1998. Mycosphaerella endophytica ingår i släktet Mycosphaerella och familjen Mycosphaerellaceae.   Inga underarter finns listade i Catalogue of Life.